# 金龟虫疠霉
金龟虫疠霉（学名：Pandora brahmiae）是属于虫霉目虫霉科虫疠霉属的一种真菌，寄生在鞘翅目昆虫上。该种分布于中国、印度。